# Éric Zemmour

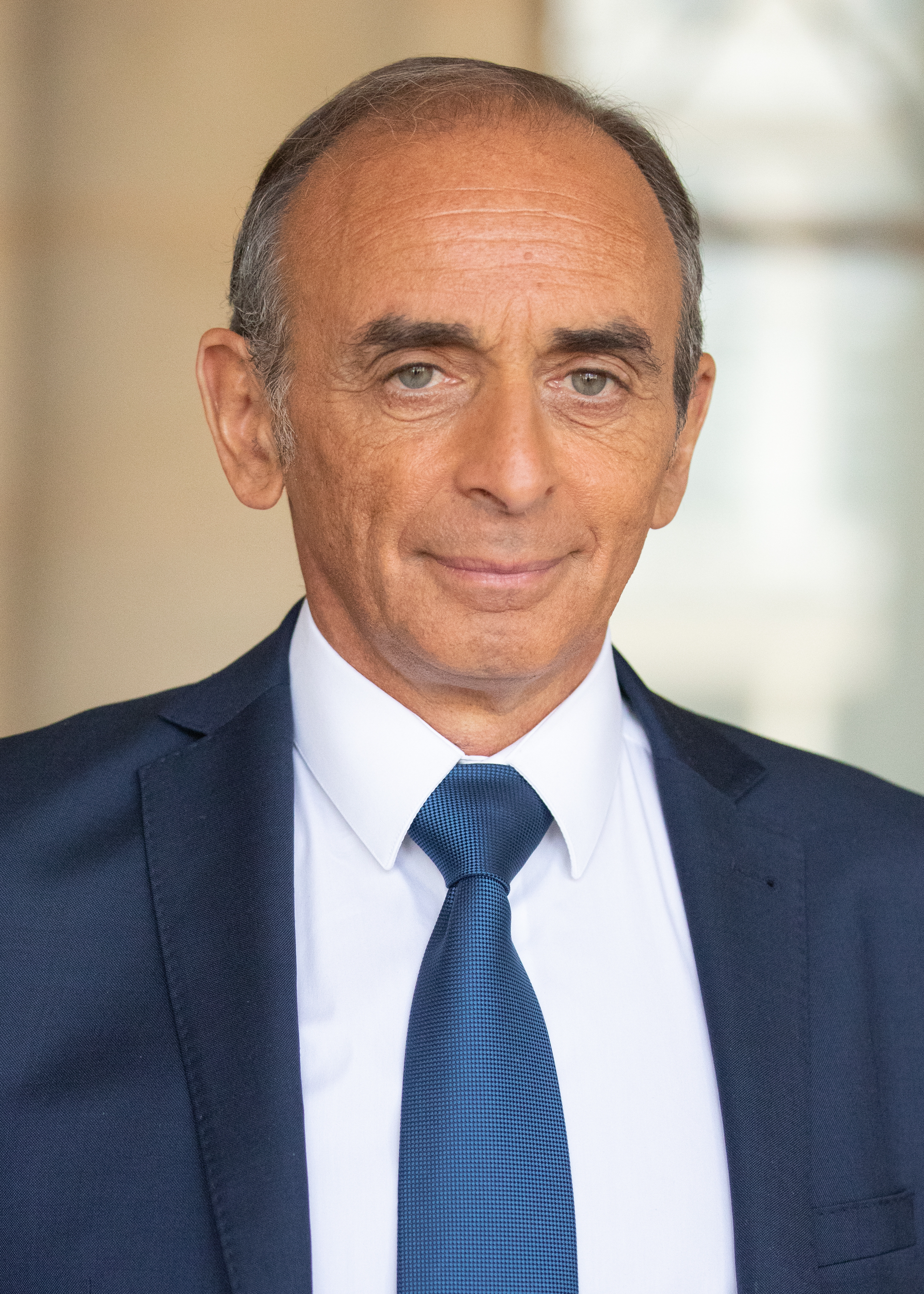
Éric Zemmour, 2022

Éric Zemmour (* 31. August 1958 in Montreuil bei Paris) ist ein rechtsextremer französischer Politiker, Journalist und Autor sowie Vorsitzender der von ihm gegründeten Kleinpartei Reconquête. Er thematisiert in polemischer Weise vor allem die Sicherheits- und die Migrationspolitik und wurde mehrfach wegen Aufrufs zu rassistischer Diskriminierung rechtskräftig verurteilt. Bei der Präsidentschaftswahl in Frankreich 2022 schied er nach dem ersten Wahlgang aus.

## Leben

### Herkunft und Ausbildung
Éric Zemmour wurde 1958 in Montreuil bei Paris als Sohn von Roger und Lucette Zemmour in eine jüdische Familie mit algerischem Migrationshintergrund geboren, die 1952 nach Frankreich gekommen war. Die französische Staatsangehörigkeit seiner Familie geht auf das Décret Crémieux von 1870 zurück. Ein Onkel Zemmours wurde im Zweiten Weltkrieg deportiert. Seiner Familie wurde unter dem Vichy-Regime zeitweise die französische Staatsangehörigkeit entzogen. Er besuchte Schulen der jüdischen Organisationen Lucien-de-Hirsch und Yavné. Nach dem Abschluss des Studiums am Institut d’études politiques de Paris scheiterten zwei Versuche Zemmours, in die École nationale d’administration (ENA) aufgenommen zu werden.

### Laufbahn als Journalist
Zemmour arbeitete zunächst beim Quotidien de Paris. Später kam er zu Info-Matin und schrieb für Globe Hebdo, ein wöchentlich erscheinendes Nachrichtenmagazin. 1996 wurde er politischer Kolumnist der konservativen Tageszeitung Le Figaro (bis 2009). Danach arbeitete Zemmour als Kolumnist des französischen Rundfunksenders RTL und wirkte wöchentlich an der populären Samstagabend-Talkshow des öffentlich-rechtlichen TV-Senders France 2, On n’est pas couché, mit. Von 2019 bis September 2021 moderierte er eine wöchentliche Sendung auf CNews (früher i-Télé). Zemmour schrieb außerdem Biografien über Jacques Chirac und Édouard Balladur und einige politische Essays. Er ist in seinen Ansichten von Jacques Bainville beeinflusst.

### Politik und Präsidentschaftskandidatur
Zemmours polemische Stellungnahmen machten ihn zeitweilig zu einem umworbenen Stichwortgeber der konservativen Partei Les Républicains. 2019 wurden ihm Angebote angetragen, sich als Kandidat bei den Wahlen zum Europäischen Parlament aufstellen zu lassen, die er ausschlug. Seit 2020 galt Zemmour als möglicher Kandidat für die Präsidentschaftswahl 2022. Nachdem seine mögliche Kandidatur bekannt geworden war, beendete CNews im September 2021 die Zusammenarbeit mit Zemmour. Ende November 2021 erklärte er schließlich offiziell seine Kandidatur für die im April 2022 stattfindende Wahl. Nach einer IFOP-Umfrage von Mitte März 2022 lagen seine Umfragewerte bei 13 % hinter Marine Le Pen (17,5 %), die eine ähnliche Wählerschaft wie er anspricht, und dem derzeitigen Staatspräsidenten, Emmanuel Macron (30 %); unmittelbar hinter ihm lagen zu diesem Zeitpunkt der Linke Jean-Luc Mélenchon (12,5 %) und die Konservative Valérie Pécresse (10,5 %). Zeitweilig hatte Zemmour mit Le Pen und Pécresse gleichauf gelegen, jedoch in allen Umfragen hinter Macron. Im Wahlkampf stützte sich Zemmour stark auf die Verschwörungstheorie vom Großen Austausch, wonach ein Plan der weltweiten Eliten bestehe, Europa von Arabern bzw. Muslimen kolonisieren und islamisieren zu lassen. Zemmours zum Wahlkampf erschienenes Buch La France n’a pas dit son dernier mot (Frankreich hat sein letztes Wort noch nicht gesprochen) wurde zum meistverkauften Politikerbuch aller Kandidaten (knapp 300.000 verkaufte Exemplare).
Unterstützt wurde Zemmour unter anderem von Paul-Marie Coûteaux, der katholisch-konservativen Kleinpartei VIA, la voie du peuple und ehemaligen Wählern des Rassemblement National. Auch die noch als royalistische Splittergruppe bestehende Action française hat Zemmour Gefolgschaft versprochen. Seine Sichtweise nimmt das Magazin Valeurs Actuelles ein. Um ihn hat sich ein Unterstützungslager aus rechtsgerichteten Staats- und Wirtschaftsvertretern gebildet, die einerseits die Partei Les Républicains stärker rechts positionieren, andererseits eine Wahl Marine Le Pens verhindern wollen. Zu ihnen zählen Pierre Brochand, Henri Proglio, Vincent Bolloré und Loïk Le Floch-Prigent. Der Letztgenannte hat Verbindungen zu der seit den späten 1960er Jahren bestehenden rechten Denkfabrik GRECE, der Erstgenannte steht der Fondation Res Publica nahe. Zeitweise erhielt Zemmour auch Zuspruch von Jean-Marie Le Pen, dem Vater Marine Le Pens und ehemaligen Vorsitzenden des Front National. Zemmour hat die Partei Reconquête (französisch für Reconquista, wörtlich übersetzt: Rückeroberung) und eine Jugendorganisation, die Gruppe Génération Z, gegründet. Der Journalist Vincent Bresson veröffentlichte im Februar 2022 ein Buch über seine zeitweilige Mitarbeit in der Gruppe. Darin beschreibt er die koordinierten Versuche von Anhängern Zemmours, Einfluss auf Soziale Medien und die französischsprachige Wikipedia zu nehmen, um, wie Bresson einen Wikipedia-Administrator zitiert, „Minderheitsmeinungen als Mehrheitsmeinungen auszugeben“.
Bei der Wahl am 10. April 2022 schied Zemmour im ersten Wahlgang mit knapp über 7 % der abgegebenen Stimmen aus dem weiteren Rennen aus. In der Wahlnacht gab er seinen Anhängern eine Wahlempfehlung für die rechtsradikale Marine Le Pen ab, die in der Stichwahl am 24. April 2022 gegen Macron antrat.

### Privatleben
Zemmour ist mit Mylène Chichportich verheiratet. Das Paar hat zwei Söhne und eine Tochter. Nach eigenen Angaben gegenüber dem Magazin Le Point von 2014 hält Zemmour (zuhause) koschere Küche und geht an hohen Feiertagen gelegentlich in die Synagoge, über seine Religionszugehörigkeit äußert er sich selten. Freunde haben ihn als traditionalistisch (nicht orthodox) bezeichnet. Im Sender i24 News gab er an, kein Zionist zu sein, wenn dies bedeute, dass alle Juden in Israel leben und im jüdischen Volk vereint sein sollten, vielmehr sei er „Mitglied des französischen Volkes“.
Seine Frau hat sich aus Sorge um die Kinder gegen eine Präsidentschaftskandidatur ihres Ehemannes ausgesprochen.
Seit November 2021 ist Zemmour mit der Politikberaterin Sarah Knafo (* 24. April 1993) liiert. Die Regenbogenpresse berichtete von deren Schwangerschaft; Zemmour ging gegen die Veröffentlichung dieser Berichte gerichtlich vor.

## Politische Positionen und Behauptungen
Zemmour gilt als einer der bekanntesten Exponenten der islamkritischen bis islamfeindlichen und frauenfeindlichen sowie geschichtsrevisionistischen Rechten in Frankreich. Er sorgte wiederholt mit Äußerungen über arabische und schwarze Einwanderer für Aufsehen. Weiteres Aufsehen erregte seine sarkastische These, man müsse Molenbeek bei Brüssel bombardieren, wenn man die Terroristen treffen wolle, und nicht Rakka im fernen Syrien. Am Tag seiner Kandidatur erklärte Zemmour, keinen Unterschied mehr zwischen Islam und Islamismus machen zu wollen; beides sei für ihn dasselbe. Die Ermordung des Lehrers Samuel Paty hat er ebenfalls polemisch verarbeitet. Der Historiker Gérard Noiriel zog 2019 einen Vergleich zwischen dem offen antiislamischen Zemmour und dem Antisemiten Édouard Drumont (1844–1917) und dessen Buch La France Juive. Beiden attestiert er strukturelle Analogien in ihrer Art, hasserfüllte Polemiken in die Öffentlichkeit zu tragen.
Den Feminismus bezeichnete Zemmour als „Vernichtungskrieg“ gegen den weißen heterosexuellen Mann, die Parität von Frauen und Männern, eine „positive Diskriminierung“, will er abschaffen. Zemmour behauptet, noch nie eine Frau getroffen zu haben, die intelligenter gewesen sei als er und beklagt eine Entmännlichung („dévirilisation“) der Männer. In der Familienpolitik fordert er, dass das Gesetz Eltern zur Wahl „französischer Vornamen“ verpflichtet. Die französische Sprache sieht er durch die Einwanderung von Maghrebinern in Gefahr. Auch würden die öffentlichen Krankenhäuser „von einer aus der ganzen Welt hergekommenen Bevölkerung belagert“. Die Wiedereinführung der Todesstrafe befürwortet er aus philosophischen Gründen („philosophiquement favorable“).
Zemmour stand, wie im Fall einer Autogrammstunde in der Buchhandlung Dobrée in Nantes im Dezember 2014, in direktem Kontakt zu dem Verlag Diffusion de la pensée française, auch bekannt als Éditions de Chiré, der in seinem Verlagsprogramm Bücher des Holocaustleugners Robert Faurisson, des antisemitischen Verschwörungstheoretikers Léon de Poncins und von Pierre Pascal, dem Verantwortlichen für das staatliche Rundfunkwesen in Vichy-Frankreich, anbietet, und erhielt damit Zugang zu dessen Kontakten im rechtskatholischen Umfeld.
Von der Bewegung der Gelbwesten sagte sich Zemmour los, als sich diese als unempfänglich für seine Forderungen erwies. Zemmour ist für wirtschaftlichen Protektionismus und spricht sich gegen den Abschluss weiterer Freihandelsabkommen aus. Die Aufkündigung bestehender Verträge hingegen betrachtet er als undurchführbar. Während einer von Marion Maréchal organisierten „Zusammenkunft der Rechten“ (Convention de la droite) hielt Zemmour im September 2019 in Paris eine programmatische, den Kern seines Denkens aufzeigende Grundsatzrede. Darin prangerte er den sogenannten „Progressivismus“ als „immer ausgefeilteren repressiven Apparat der Kanalisierung und der Zensur“ an, dem die Justiz als Vollstreckerin diene, „um Dissidenten zu schikanieren und die einst schweigsame, jetzt gelähmte Mehrheit zu terrorisieren“. Dieser „Progressivismus“ diene zwei „Totalitarismen“, die „gleichzeitig Rivalen und Komplizen“ seien:

„Wir sind also gefangen zwischen Hammer und Amboss zweier Universalismen, die unsere Nationen, unsere Völker, unsere Territorien, unsere Traditionen, unsere Lebensweise, unsere Kulturen zerstören: auf der einen Seite der Marktuniversalismus, der unsere Gehirne im Namen der Menschenrechte versklavt und sie zu entwurzelten Zombies macht; andererseits der islamische Universalismus, der sehr geschickt von unserer Menschenrechtsreligion profitiert, um […] Teile des französischen Territoriums zu besetzen und zu kolonisieren und sie allmählich, durch die schiere Kraft der Zahl und des religiösen Rechts, in ausländische Enklaven zu verwandeln, in das, was der algerische Schriftsteller Boualem Sansal […] ,Islamische Republiken im Entstehen‘ nannte. […]
Früher bedeutete Einwanderung, aus dem Ausland zu kommen, um seinen Kindern eine französische Zukunft zu ermöglichen. Heute kommen Einwanderer nach Frankreich, um weiter wie in ihrem Herkunftsland zu leben. […] Sie verhalten sich also wie in einem eroberten Territorium, wie die Pied-noir in Algerien oder die Engländer in Indien: sie verhalten sich wie Kolonisatoren. […] In Frankreich wie auch anderswo in Europa werden alle unsere Probleme durch die Einwanderung verschärft […]. Und alle unsere Probleme, die durch die Einwanderung verschärft werden, werden durch den Islam verschärft. Es ist eine doppelte Gefahr. Wir leben unter der Herrschaft eines neuen Hitler-Stalin-Paktes. Unsere beiden Totalitarismen haben sich zusammengeschlossen, um uns zu zerstören, ehe sie sich gegenseitig in Stücke reißen.“

Seine in einem polemischen Stil vorgetragenen Positionen werden in Anlehnung an Philippe Pétain zuweilen dem Néo-pétainisme zugeordnet.
Der Schriftsteller François Bégaudeau bescheinigt Zemmour ein Desinteresse an sozialen Anliegen und einen Glauben an die „identitäre Leidenschaft und den fundamentalen Rassismus der unteren Schichten“. Laut Bégaudeau richtet sich Zemmours Polemik auch gegen Homosexuelle. So spricht Zemmour von der „Homosexuellenlobby“. Zemmour fordert dezidiert ein „katholisches Frankreich“ und verwies auf Polen, dass unter der Regierungspartei Prawo i Sprawiedliwość (PiS) den Katholizismus konsequent verteidigt habe. Er nahm im September 2021 auf Einladung von Ungarns Premierminister Viktor Orbán in Budapest an einem internationalen „Gipfel zur Demographie“ teil und sagte aus diesem Anlass, Orbán habe die Entwicklung der Welt verstanden, er verteidige die Identität seines Landes und Europas.
Zemmour hat sich zugunsten einer Abschaffung von französischen Gesetzen geäußert, die Holocaustleugnung sowie rassistische und antisemitische Äußerungen unter Strafe stellen. Dem Antisemiten Dieudonné bekundete er Sympathie. Er äußerte sich relativierend bzw. verharmlosend über die Haltung des Vichy-Regimes gegenüber Juden. Dabei nimmt Zemmour eine Unterscheidung zwischen französischen und eingewanderten oder nach Frankreich geflüchteten Juden vor und behauptet, Vichy habe erstere vor der Deportation geschützt, was Historiker wie Robert Paxton widerlegt haben. Nach der Tradition des französischen Consistoire israélite bezeichnet er diese französischen Juden bevorzugt nicht als Juden, sondern als „Israélites français“.
Zemmour hat sich zugunsten des Nazi-Kollaborateurs Maurice Papon geäußert, der 1998 für seine Komplizenschaft bei der massenhaften Ermordung von Juden gerichtlich verurteilt wurde. Die Unschuld von Alfred Dreyfus hingegen zog Zemmour 2014 in Zweifel. Entgegen dem Urteil von Historikern behauptet Zemmour, dass die rechtsextreme, nationalistische und monarchistische Organisation Action française die Hauptbewegung innerhalb der Résistance gebildet habe.
Der Journalist Roger Cohen schrieb in der New York Times, die Kampagne Zemmours wirke „spaltend“ auf die jüdische Gemeinschaft. Bernard-Henri Lévy sagt, Zemmour „ist gefährlich und beleidigt die Juden moralisch“. Der französische Oberrabbiner Haïm Korsia sagte im Oktober 2021, Zemmour sei « antisémite certainement, raciste évidemment » („Antisemit sicherlich, Rassist offensichtlich“). Zemmour bezeichnete die Aussage Korsias darauf als „dem Verhalten eines Hofjuden“ würdig. Für Empörung unter Frankreichs Juden sorgte Zemmours implizite Aussage beim Fernsehsender France 2 im September 2021, dass die jüdischen Opfer der Anschlagsserie in Midi-Pyrénées im März 2012 keine echten Franzosen gewesen seien, weil deren Angehörige entschieden hatten, sie in Israel zu beerdigen. Élie Korchia, Leiter des Consistoire central israélite, beschuldigt Zemmour, die antisemitischen Thesen der anti-dreyfusards Maurice Barrès (1862–1923) und Charles Maurras (1868–1952) zu verteidigen.
In einer Gesprächsveranstaltung mit der Teilnahme von Rabbiner Gilles Bernheim in der Großen Synagoge von Paris im Jahr 2016 trug Zemmour eine Reihe von Kritikpunkten bezüglich der französischen Juden der Zwischenkriegszeit vor (übergroße wirtschaftliche Macht etc.), die dem herkömmlichen Katalog antisemitischer Anwürfe gegen Juden entsprechen. Ein Meinungsartikel in der linksliberalen israelischen Zeitung Haaretz beschrieb Zemmour im Oktober 2021 als „viel schlimmer als Donald Trump“ und als den „jüdischen Erben einer besonders bösartigen Form des antisemitischen Nationalismus in Frankreich“. Der Philosoph Alain Finkielkraut empfiehlt hingegen: „Wir sollten Zemmour nicht verteufeln. Wir sollten die Probleme lösen, die er anspricht.“ Der Philosoph Michel Onfray sagte über ihn: „Zemmour ist kultiviert, fleissig, intelligent und ein hervorragender Debattierer.“ Zuspruch erhält Zemmour auch von der Journalistin Élisabeth Lévy, die mit Finkielkraut und anderen das rechtsaußen positionierte Magazin Causeur herausgibt. Simone Rodan-Benzaquen, Geschäftsführerin des American Jewish Committee in Europe, beklagt, dass Zemmours Kampagne die Glaubwürdigkeit ihrer Arbeit gegen islamistischen Antisemitismus untergräbt. Der Historiker Serge Klarsfeld forderte Zemmour 2021 auf, sich im Ton zu mäßigen.
Als bei einer Straßenverkehrskontrolle in Nanterre am 27. Juni 2023 der 17-jährigen Autofahrer Nahel Merzouk von einem Polizisten erschossen worden ist, nachdem dieser plötzlich Gas gegeben hat, kam es in der Folge zu landesweiten Ausschreitungen und Plünderungen. Staatspräsident Emmanuel Macron nannte den Tod des 17-Jährigen „unerklärbar“ und „unentschuldbar“. Zemmour behauptete, Macron hätte „aus Feigheit einen Polizisten verurteilt und den Unruhestiftern recht gegeben“. Macron habe sich „für sein Frankreich entschieden“.

## Gerichtsverfahren (Auswahl)
Gegen Éric Zemmour wurden zahlreiche Strafverfahren vor französischen Gerichten eröffnet. Bis zum November 2021 waren es 16 Verfahren, von denen fünf mit Freispruch geendet waren, zwei mit Verurteilung und neun noch nicht abgeschlossen. Nach einem der Verfahren, die im nationalen Instanzenweg mit Verurteilungen endeten, legte Zemmour Beschwerde beim Europäischen Gerichtshof für Menschenrechte ein. Laut Zemmours Anwalt endete deshalb nur eines der 16 Gerichtsverfahren bisher mit einer endgültigen Verurteilung.

### Rechtskräftige Verurteilungen
Im Februar 2011 verurteilte die 17e chambre correctionnelle in Paris (ein für unzulässige Äußerungen von Journalisten zuständiges Gericht) Zemmour zu zwei Bewährungsstrafen von je 1000 Euro und zur Zahlung von 10.000 Euro Schadensersatz wegen Aufrufs zu rassistischer Diskriminierung. Geklagt hatten insgesamt fünf Organisationen, darunter SOS Racisme. Dabei ging es um zwei Äußerungen Zemmours am 6. März 2010. In einer Fernsehsendung auf Canal+ hatte er gesagt, Einwanderer würden häufiger von der Polizei kontrolliert, weil „die Mehrheit der Drogendealer Schwarze oder Araber“ seien. Am selben Tag hatte er erklärt, seiner Meinung nach hätten Arbeitgeber das Recht, Araber oder Schwarze abzulehnen. Bezüglich der ersten Äußerung sprach ihn das Gericht vom Vorwurf der rassistischen Diskriminierung frei. Die zweite Äußerung bewertete das Gericht hingegen als strafbar. Sie sei tatsächlich diskriminierend. Zemmour habe eine illegale, diskriminierende Praxis als rechtmäßig hingestellt und damit die Grenzen der Meinungsfreiheit überschritten.
Zum zweiten Mal rechtskräftig in einer Strafsache verurteilt wurde Zemmour wegen Äußerungen in der Fernsehsendung C à vous des öffentlich-rechtlichen Senders France 5 in einer am 6. September 2016 ausgestrahlten Folge. Zemmour hatte gefordert, Muslime vor „die Wahl zwischen Frankreich und dem Islam“ zu stellen, behauptet, das Land erlebe „seit 30 Jahren eine Invasion“, und hinzugefügt, in unzähligen Vorstädten, „in denen zahlreiche junge Frauen verschleiert sind“, spiele sich ein „Kampf zur Islamisierung des [französischen] Territoriums“ ab, ein „Dschihad“. Wegen dieser Aussagen verurteilte ihn das Berufungsgericht Paris am 3. Mai 2018 in zweiter Instanz wegen Aufstachelung zum Rassenhass zu einer Geldstrafe in Höhe von 3000 Euro. Zemmours Äußerungen zielten, so begründete das Gericht, auf die Gesamtheit der Muslime ab und riefen implizit zu deren Diskriminierung auf. Das Gericht bestätigte damit im Wesentlichen das erstinstanzliche Urteil aus dem Jahr 2017. Am 17. September 2019 verwarf der Kassationshof Zemmours Revisionsantrag, womit das Urteil rechtskräftig wurde.

### Anhängige Verfahren
Im September 2020 verurteilte ihn dasselbe Gericht wegen Ehrverletzung und Aufrufs zum Hass (injure et provocation à la haine) zu einer Geldstrafe von 10.000 Euro. Das Urteil war die Folge einer Aussage Zemmours am 28. September 2019 auf der Veranstaltung Convention de la droite, im politischen Umfeld von Marion Maréchal. In der Urteilsbegründung wurde dargelegt:

„[...] indem er unter den Franzosen eine Trennung vollzog zwischen der Gesamtheit der Muslime und den alteingesessenen Franzosen [français de souche] und indem er sie, ebenso wie die in Frankreich lebenden muslimischen Immigranten, nicht nur als die kriminellen Täter der Attentate von 2015 bezeichnete, sondern sie zu Kolonisatoren gewordenen ehemaligen Kolonisierten erklärte, stellen diese Worte eine Aufforderung – ebenso implizit wie explizit – zur Diskriminierung und zum Hass gegenüber der muslimischen Gemeinschaft und ihrer Religion dar.“

Das Gericht sah es als erwiesen an, dass Zemmour seine Aussagen nicht spontan gemacht hatte, sondern darauf vorbereitet war, wobei er seine Worte bewusst wählte. Die in der Rede gemachten Aussagen würden, so das Gericht, die Grenzen der Meinungsäußerungsfreiheit überschreiten, weil es sich um verletzende Äußerungen gegenüber einer Gemeinschaft und ihrer Religion handle („outrepassent les limites de la liberté d’expression puisqu’il s’agit de propos injurieux envers une communauté et sa religion“). Die Ligue des droits de l’homme, SOS Racisme und sechs weitere Organisationen erhielten vom Gericht ein symbolisches Schmerzensgeld von 1 Euro und 1500 Euro für entstandene Prozesskosten zugesprochen. Zemmour legte Berufung ein. Das Berufungsgericht sprach ihn am 8. September 2021 frei. Am 14. September legte die Staatsanwaltschaft Revision ein.
Die Pariser Staatsanwaltschaft eröffnete im Oktober 2020 in einem weiteren Fall eine Untersuchung gegen Zemmour. Dabei geht es laut Staatsanwaltschaft um „Aufstachelung zum Rassenhass“ (provocation à la haine raciale) und „öffentliche Beleidigungen rassistischer Art“ (injures publiques à caractère raciste). In einer von der Journalistin Christine Kelly auf CNews geführten Debatte nach einem Anschlag auf die ehemaligen Redaktionsräume von Charlie Hebdo hatte sich Zemmour folgendermaßen über unbegleitet eingewanderte Minderjährige geäußert: „Ils n’ont rien à faire ici, ils sont voleurs, ils sont assassins, ils sont violeurs, c’est tout ce qu’ils sont, il faut les renvoyer et il ne faut même pas qu’ils viennent.“ (Deutsch etwa: „Die haben hier nichts zu suchen, das sind Diebe, das sind Mörder, das sind Vergewaltiger, das ist alles, was sie sind, man muss sie zurückschicken und sie sollen gar nicht erst herkommen.“) Die Beigeordnete Ministerin für Diversität und Chancengleichheit Elisabeth Moreno verurteilte die Aussage Zemmours. SOS Racisme und andere Organisationen kündigten Strafanzeigen an. Im März 2021 wurde CNews vom Conseil supérieur de l’audiovisuel, der Aufsichtsbehörde für Radio und Fernsehen, deswegen zu einer Buße von 200.000 Euro verurteilt.
Im März 2024 verurteilte das Berufungsgericht Paris Zemmour in zweiter Instanz wegen eines Vorfalls aus dem Jahr 2018. Zemmour hatte bei der Aufzeichnung einer Fernsehsendung den Vornamen der bei dem Sender C8 tätigen Journalistin Hapsatou Sy als „Beleidigung für Frankreich“ bezeichnet. Das Gericht befand Zemmour der öffentlichen Beleidigung aus Gründen der Herkunft, Ethnie, Volkszugehörigkeit, Rasse oder Religion für schuldig und verurteilte ihn zu einer Geldstrafe von 4000 Euro und Schadenersatz sowie Erstattung von Kosten für einen Rechtsbeistand in Höhe von insgesamt 8000 Euro an die Geschädigte. Es bestätigte damit das erstinstanzliche, zwei Monate zuvor gefallene Urteil. Zemmour kündigte an, Revision zu beantragen, und sprach in einer Verlautbarung von „politisierten Richtern“, die ihn verurteilten wollten, um „die Franzosen einzuschüchtern.“
Ein Jahr später, im März 2025, wurde Zemmour in Paris in erster Instanz wegen rassistischer Beleidigungen zu 9000 Euro Geldstrafe verurteilt. Seine Äußerungen waren in der Folge eines als „Fall Crépol“ stark mediatisierten Verbrechens und der Reaktionen darauf gefallen. Am 19. November 2023 war in dem Dorf Crépol im Département Drôme bei einer Auseinandersetzung zwischen zwei Gruppen Jugendlicher auf einer Abendveranstaltung ein 16-Jähriger erstochen worden. Die Tatverdächtigen waren überwiegend arabischstämmig und kamen aus der benachbarten Kleinstadt Romans-sur-Isère. Im Anschluss an die Tat kam es unter anderem zu einer „Strafexpedition“ rechtsextremer Aktivisten in dem Wohngebiet der mutmaßlichen Täter. Zemmour wurde zu der Sache interviewt und beschuldigte „die Medien“ und „die Regierung“, die Aktion der Rechtsextremisten aufzubauschen, die „lächerlich“ sei angesichts des Todes des erstochenen Jugendlichen und „Dutzender Toter von der Hand arabo-muslimischen Gesindels“. Er fuhr fort, es gebe „zwei Frankreichs, dasjenige von Thomas und das von Chahid“, wobei er den französischen Vornamen des Opfers und den arabischen des Hauptverdächtigen benutzte.

## Schriften
- Balladur, immobile à grands pas. Grasset et Fasquelle, 1995, ISBN 2-246-48971-7.
- Le Livre noir de la droite. Grasset et Fasquelle, 1998, ISBN 2-246-56251-1.
- Le Coup d’État des juges. Grasset et Fasquelle, 1998, ISBN 2-246-52551-9.
- Le Dandy rouge. Plon, 1999, ISBN 2-259-19058-8.
- Les Rats de garde. (mit Patrick Poivre d’Arvor), Stock, 2000, ISBN 2-234-05217-3.
- L’Homme qui ne s'aimait pas. Balland, 2002, ISBN 2-7158-1408-9.
- L’Autre. Denoël, 2004, ISBN 2-207-25496-8.
- Le Premier sexe. Denoël, 2006, ISBN 2-207-25744-4.
- Petit frère. Denoël, 2008, ISBN 978-2-207-25668-8.
- Mélancolie française. Fayard /Denoël, 2010, ISBN 978-2-213-65450-8.[50]
- Z comme Zemmour. Le Cherche midi, 2010, ISBN 978-2-7491-1865-9.
- Le Bûcher des vaniteux. Albin Michel, 2012, ISBN 978-2-226-24024-8.
- Le Bûcher des vaniteux 2. Albin Michel, 2013, ISBN 978-2-226-24541-0.
- Le Suicide français. Albin Michel, 2014, ISBN 978-2-226-25475-7.
- Un quinquennat pour rien. Albin Michel, 2016, ISBN 978-2-226-32008-7.
- Destin français. Albin Michel, 2018, ISBN 978-2-226-32007-0.
- La France n’a pas dit son dernier mot. Rubempré, 2021, ISBN 978-2-9579305-0-0.
- Je n’ai pas dit mon dernier mot. Rubempré, 2023, ISBN 978-2-9579305-2-4.